# Страж под Ральскем
Страж под Ральскем ( чеськ. Stráž pod Ralskem, до 1946 — нім. Wartenberg am Rollberg) — місто у Чехії, в окрузі Чеська Липа Ліберецького краю. 
Розташоване у долині річки Плоучніце біля підніжжя пагорбів Ральско та Хамерськи Шпічак (462 м над рівнем моря). 
Тут проживає близько 4000 мешканців. Місто було засноване при замку і отримало назву замку Страж або  Вартенберк, що походить від словосполучення німецькою мовою Warte auf dem Berg ("чеська варта на горі").

## Історія

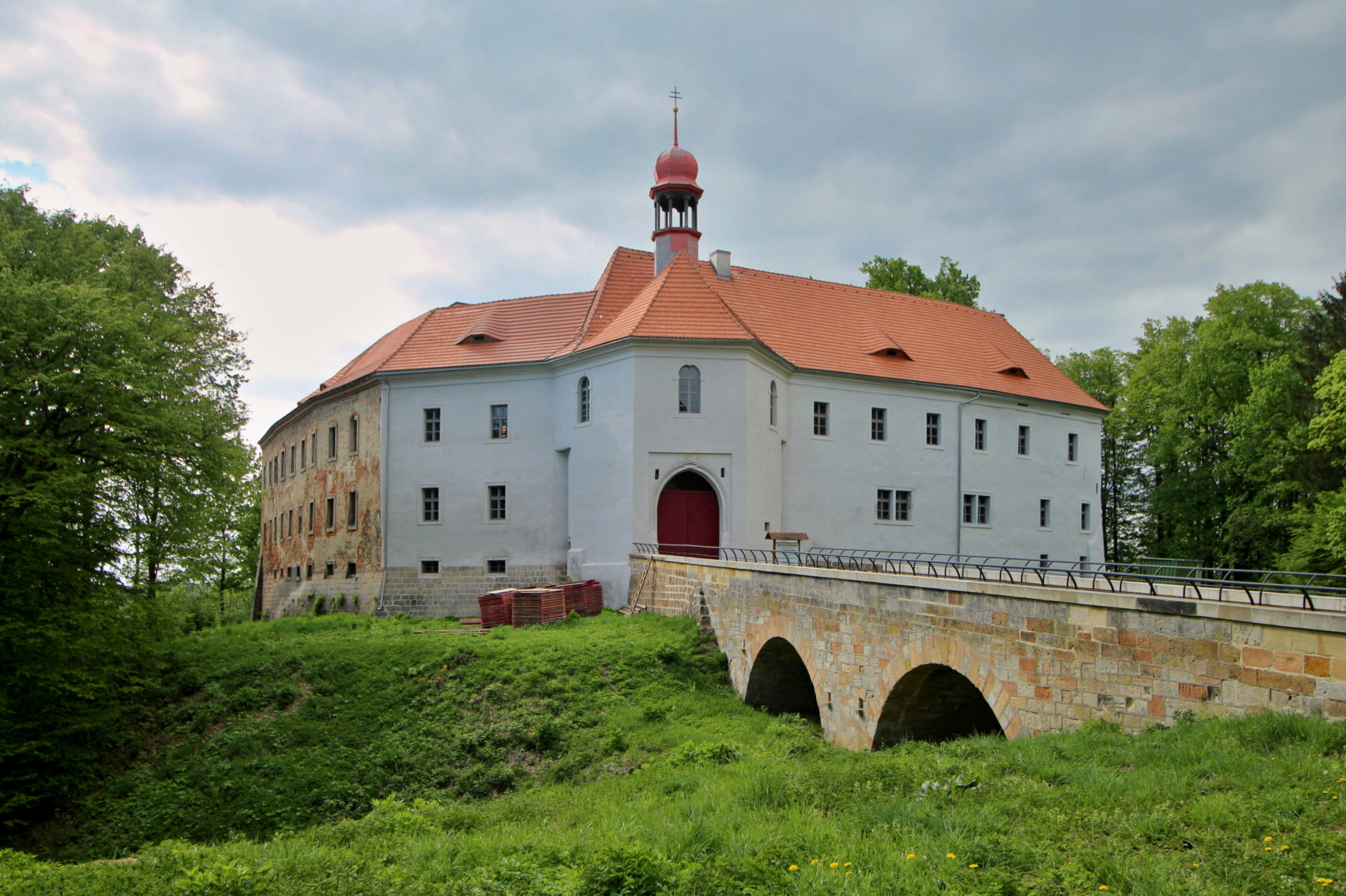
Замок Вартенберг у 2019

### До 1945 року
Перша згадка про поселення міститься в грамоті короля Вацлава II від 28 серпня 1283. У той час родина Марквартіце побудувала тут замок, на честь якого наступні власники замку називались панами з Вартемберка. У XIII столітті згадується Маркварт з Бржезно та його син Бенеш з Вартемберка. У 1504 замок продали Бартоломею Гіршпергару з Кенігшайну. Нові власники перебудували замок і через 200 років продали місто Хартіґам, яким також належала сусідня садиба Мімоньська.
З XV століття в місті існував суд, який розслідував і карав злочини проти безпеки покупців.  Імператор Рудольф II нагородив місто знаком, що містить соняшник. Після Тридцятилітньої війни місто втратило ряд привілеїв. У 1785 імператор Йосиф II затвердив право міста на проведення ярмарків.
В 1830 родина Хартіґів переїхала до нещодавно відремонтованого замку в Мімоні, який став їх резиденцією.
Оригінальна дерев'яна архітектура Вартемберка була знищена внаслідок великої пожежі в 1854.
З XIX століття місто стало курортом. Після Першої світової війни маєток придбав Франтішек Меліхар.

### Період після 1945 року
Після Другої світової війни німецьке населення було виселене, тому кількість жителів зменшилась. 
З 60-х років ХХ століття відбувалися геологічні дослідження, а згодом видобуток уранової руди. На сьогоднішній день у місті знаходиться державна компанія DIAMO (скорочено від DIOurate AMOnný ), яка є правонаступницею чехословацької уранової промисловості і яка займається ліквідацією екологічної шкоди, заподіяної видобутком урану. Територія колишніх уранових шахт і велике седиментаційне водосховище (Седліштський рибник) розташовані на захід від міста.
У сучасному місті розвивається рекреаційний туризм. Є можливість займатись плаванням, великим тенісом, футболом. Важливе досгягнення — підйомник на водних лижах на Хорецькому ставку. 
Навесні регулярно проводяться урочистості, присвячені пам’яті історії міста.
У місті також є в'язниця, побудована у 1973, та Інститут освіти тюремної служби Чеської Республіки.

## Пам'ятки
- Замок Вартенберк (Вартенберг) був побудований на місці колишнього замку в XVI столітті на східній стороні Замкового пагорба. Він згорів у 1987 та є недоступним для відвідувачів, тому що ще не повністю відремонтований.
- Каплиця св. Яна Непомуцького, розташована біля замку на протилежному боці Замкового пагорба. Побудована в стилі бароко у 1722[9]. Сьогодні вона належить православній церкві. Від замку до каплиці веде дорога з алеєю могутніх старих дерев.

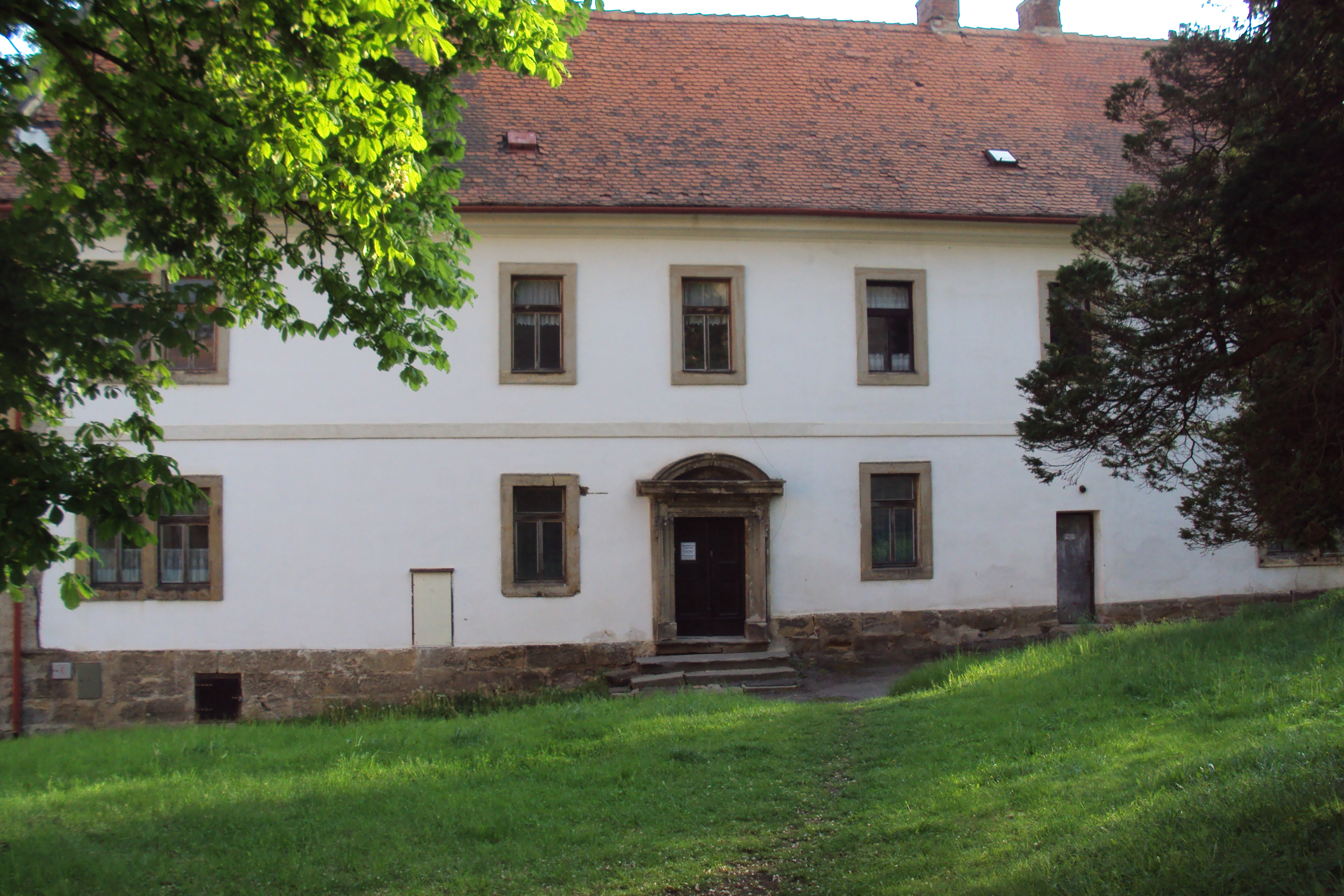
Парафіяльний дім при костелі

- Костел Святого Сигізмунда з 1772—1779. Його побудував архітектор Й. Й. Курц на замовлення графа Франтішека Хартіґа. Раніше на його місці стояв невеличкий ренесансний костелик[10] св. Миколая.
- Чумний стовп зі статуєю Діви Марії. В 1726 до скульптур двох ангелів були добудовані статуї чотирьох святих (Св. Прокопія, Яна Непомуцького, Св. Флоріана та Св. Себастьяна).
- Водяний млин

## Відомі особистості
- Генріх Ігнац Франц Бібер (1644—1704 ) — бароковий композитор і скрипаль
- Даніель Йозеф Маєр (1656—1733) — празький архієпископ
- Вілем Габлер (1821—1897) — педагог і журналіст
- Рудольф Біцан (1872—1938) — архітектор
- Антон фон Якш (1810—1887) — лікар, терапевт

## Галерея

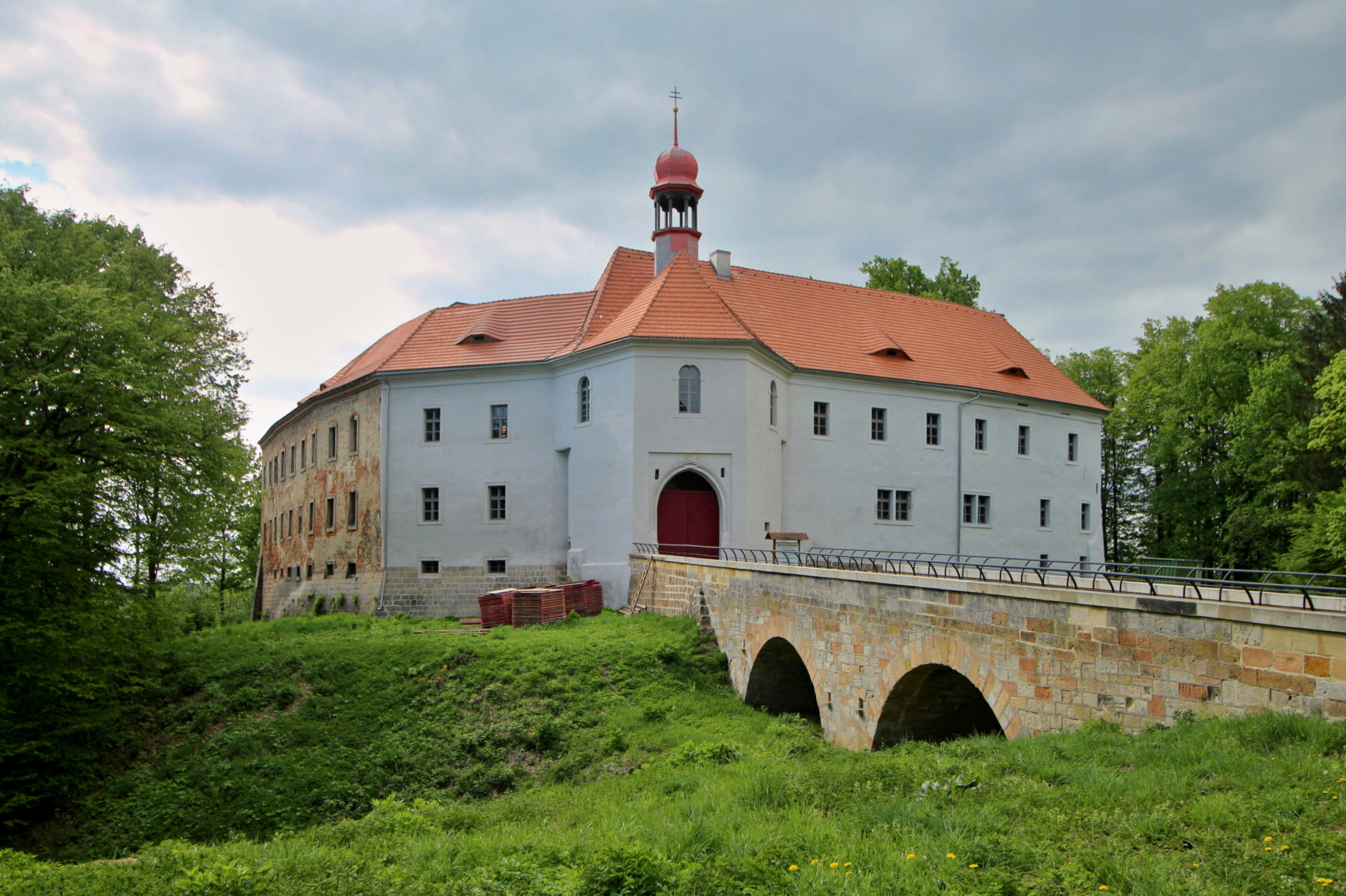
Замок Вартенберк у 2019
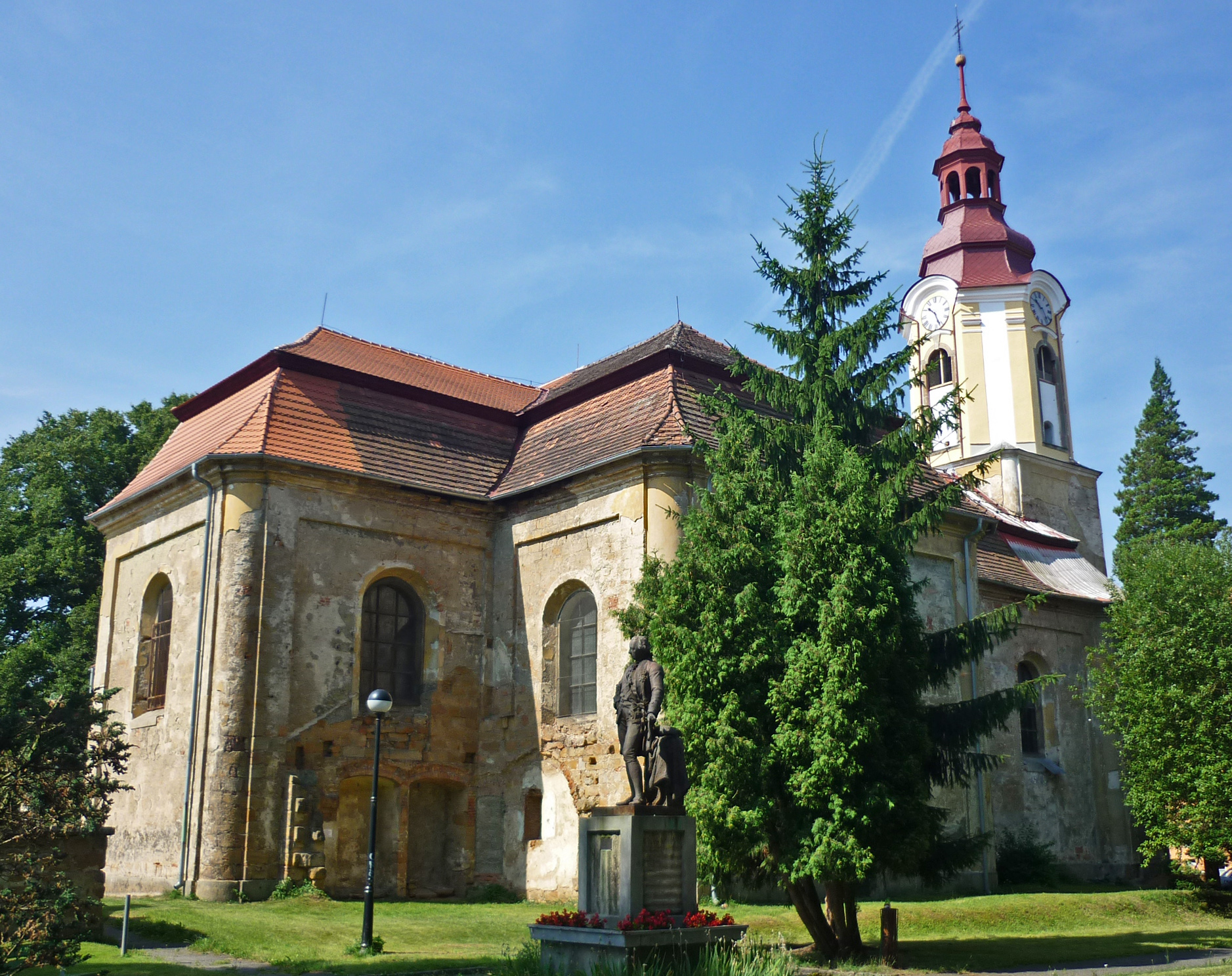
Костел св. Сигізмунда
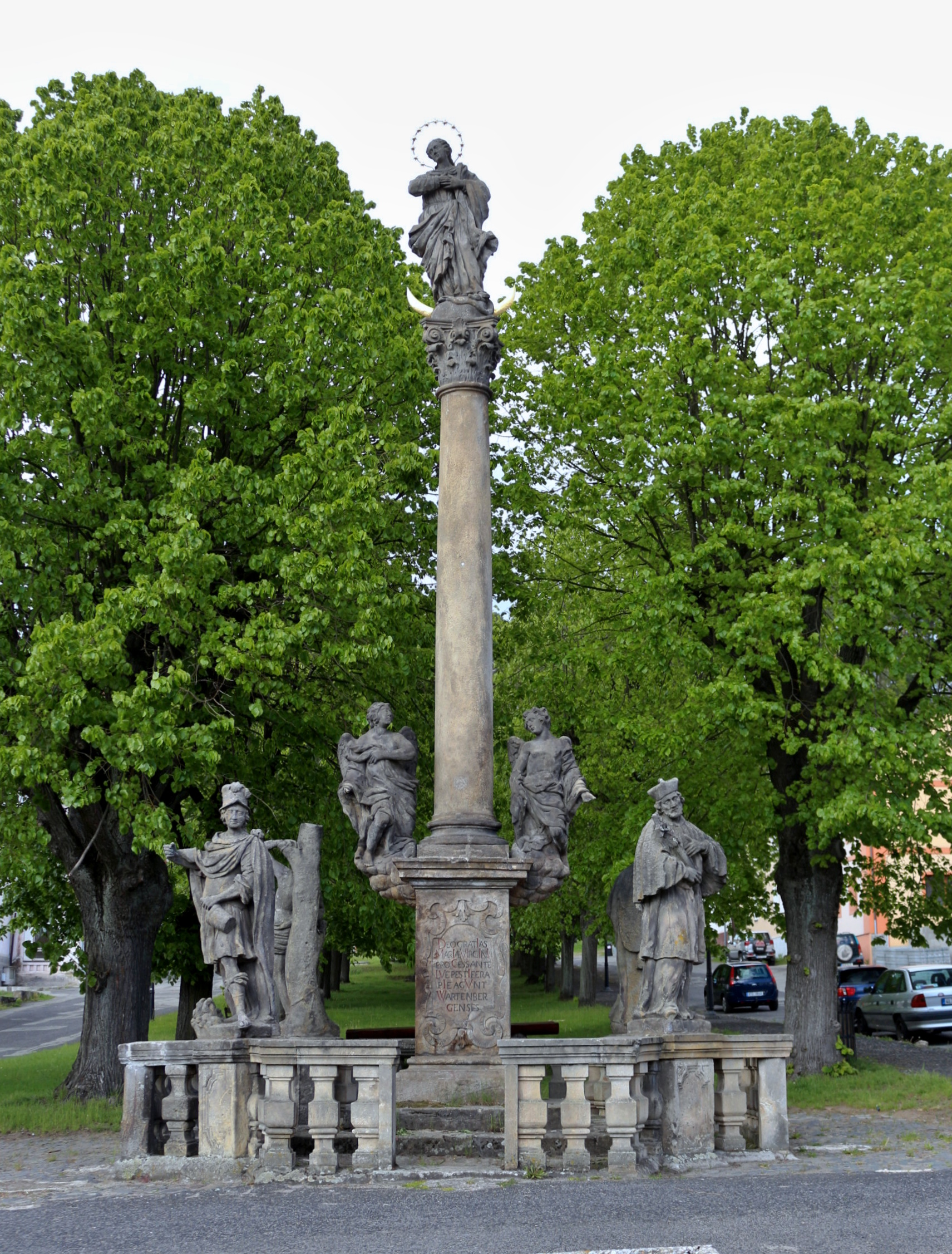
Маріанський (чумний стовп)
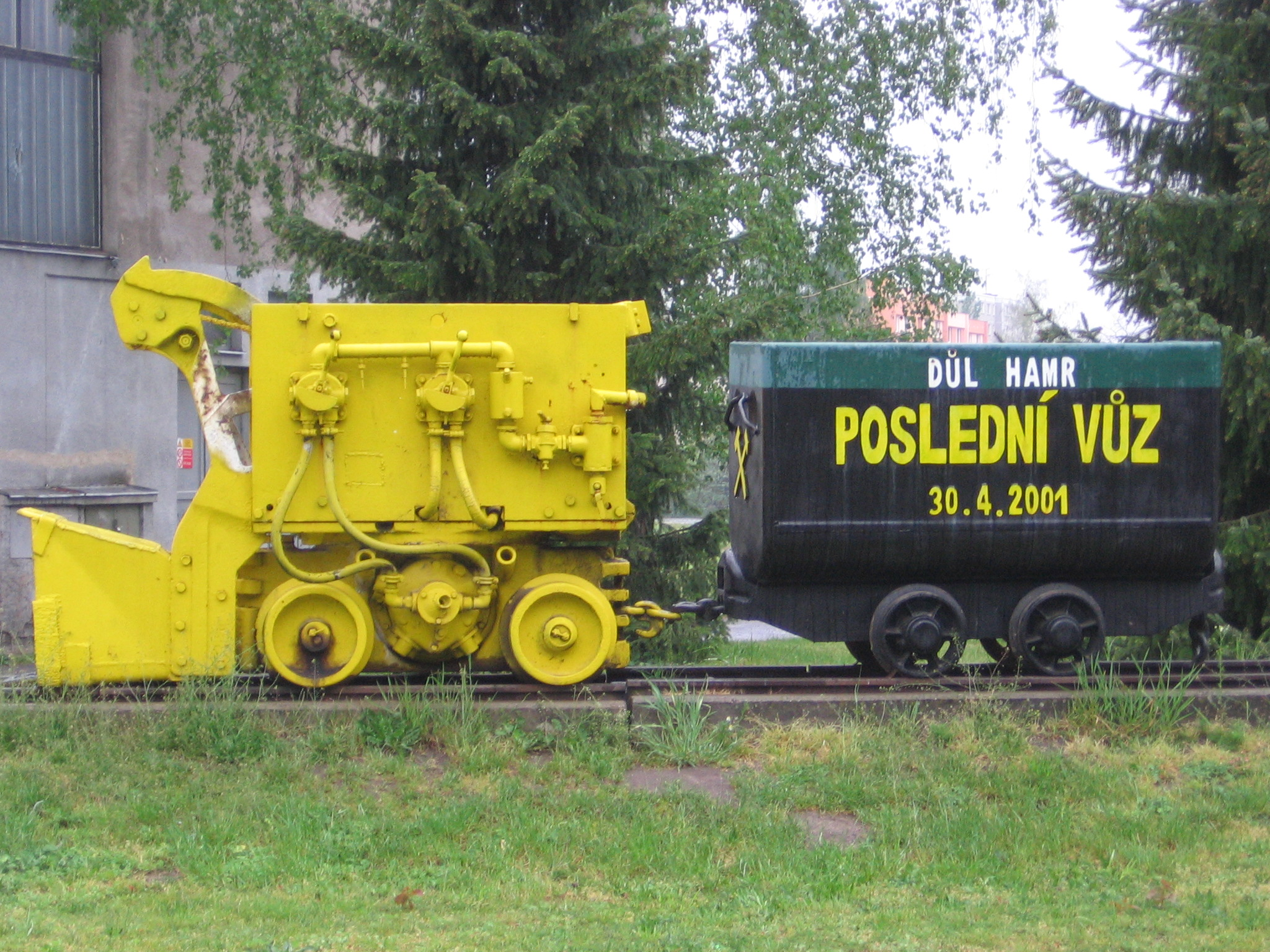
Шахтний екскаватор та вантажівка з уранової шахти
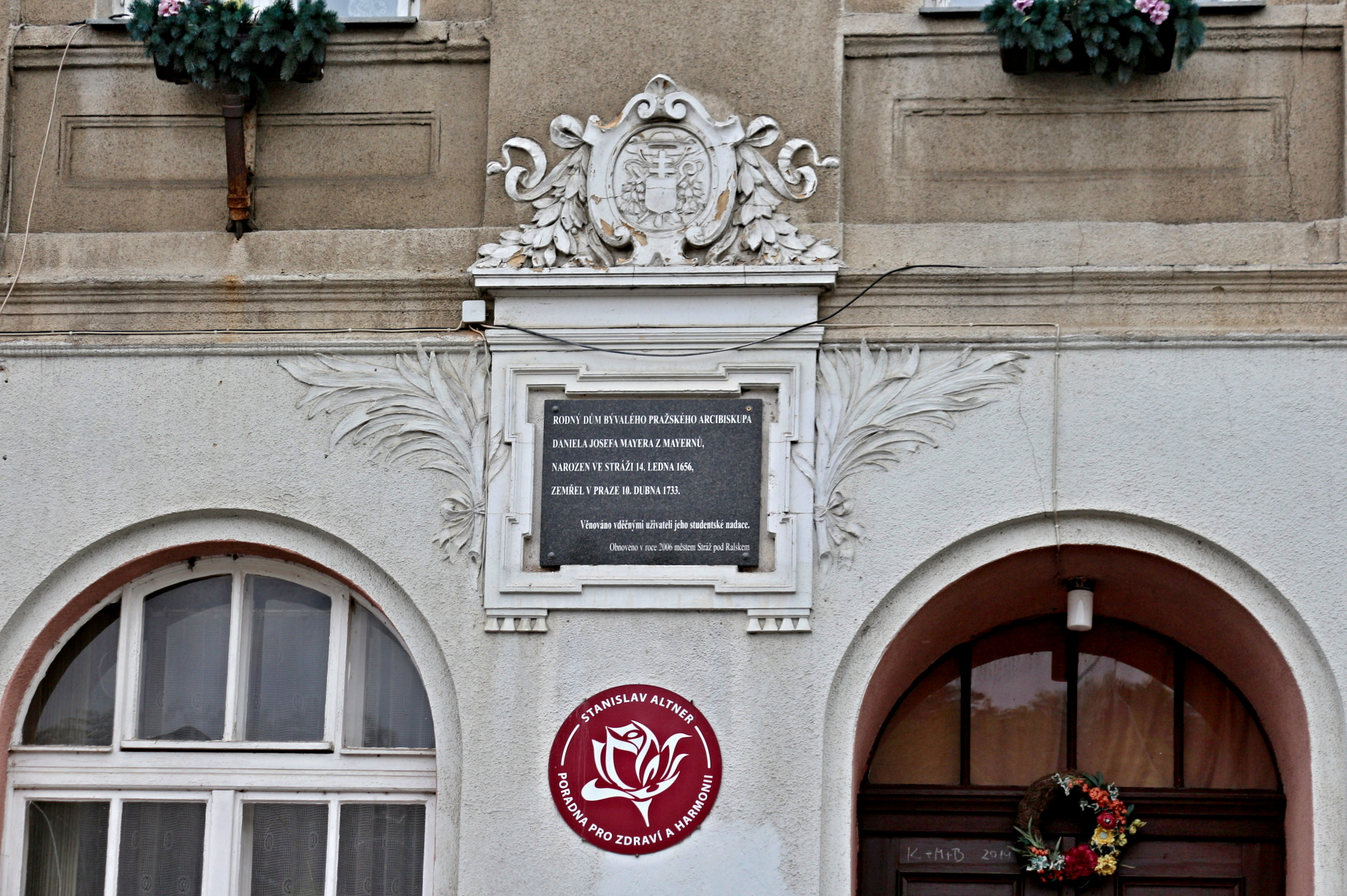
Пам'ятна дошка на будинку архієпископа Даніеля Йозефа Маєра
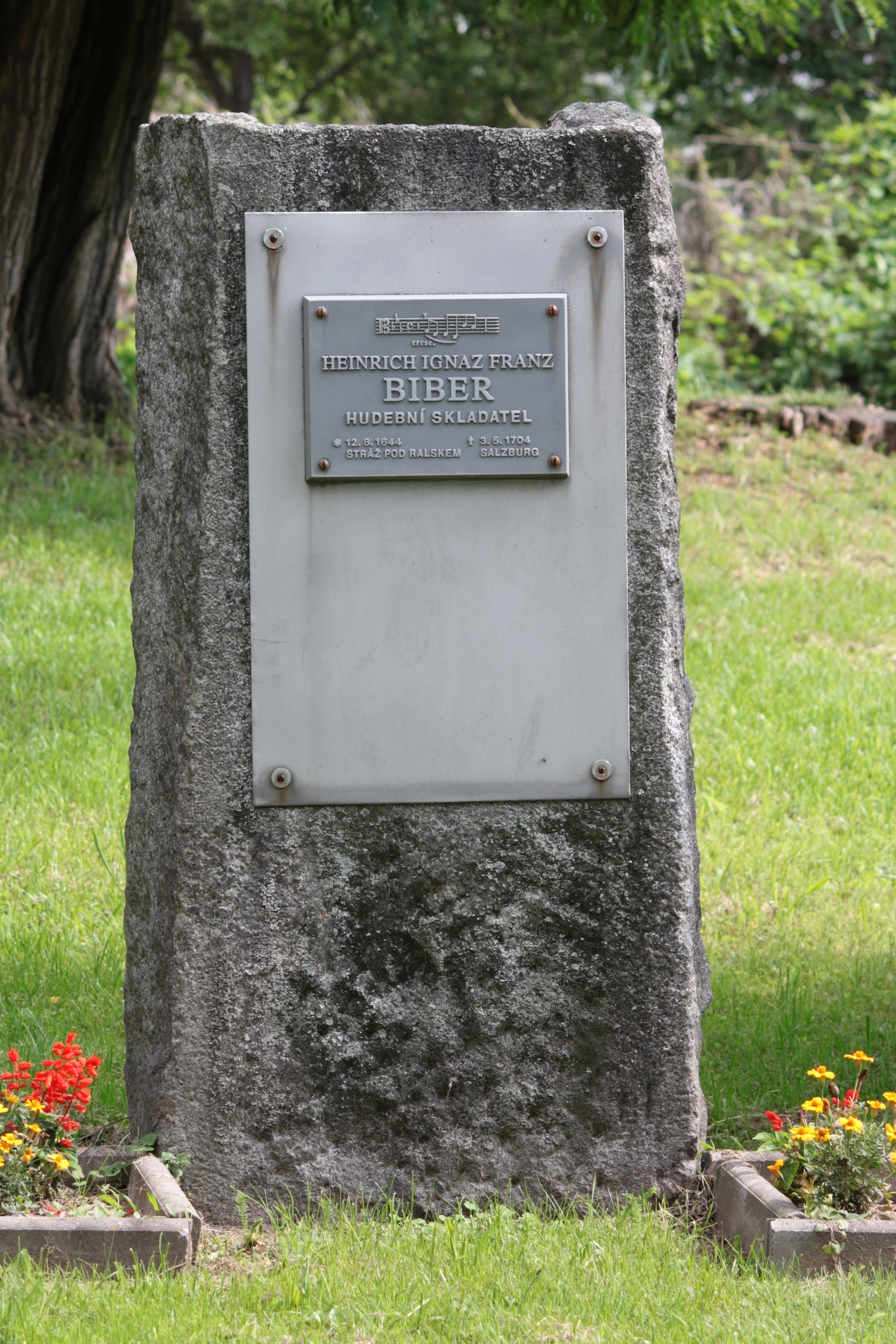
Пам'ятник композитору Генріху Біберу